# Швидкострільність
Швидкострільність — одна з найважливіших тактико-технічних характеристик зброї, яка визначає її ефективність, через кількість пострілів, котрі можна виконати з даного виду зброї на умовну одиницю часу (зазвичай на 1 хв.); за допомогою якої визначають потужність і дієвість стрільби зброї.
Прагнення збільшити скорострільність стало основною причиною, що викликала появу автоматичної зброї. Згодом практичного значення набула з появою магазинної, самозарядної автоматичної зброї і скорострільних артилерійських систем.

## Види скорострільності
Розрізняють бойову, або практичну, скорострільність і технічну скорострільність.
Бойова скорострільність важлива для здобуття потрібної щільності вогню в бойових умовах, а технічна демонструє технічні можливості конструкції. Зазвичай враховується кількість пострілів на хвилину для стрілецької зброї і малокаліберній артилерії, для надшвидкісної авіаційної артилерії — на секунду, а для середньо- і великокаліберної артилерії — на годину.
Практичною скорострільністю вважається та, яку можливо забезпечити в умовах бою, враховуючи час на підготовку зброї, прицілювання, перезарядження, зміну магазина.
Технічна скорострільність (для автоматичної зброї — темп стрільби) є найбільша скорострільність, що досягається зброєю завдяки її технічним можливостям. Вона виробляється при безперервному вогні без врахування часу на прицілювання і перезарядження. Наприклад, якщо в АК темп стрільби 600 пострілів/хв., то при безперервній стрільбі магазин на 30 набоїв витрачатиметься за 1/20 хв., або 3 с.
Особливого значення скорострільність набуває при стрільбі в найбільш відповідальні і напружені періоди бою, наприклад у ході атак, контратак.
Бойова скорострільність залежить від технічної скорострільності, ступеня навченості стрільця або обслуги, умов стрільби (характеру і розташування цілей, встановленого виду вогню — поодинокий, короткими або довгими чергами, безперервний), стійкості зброї при стрільбі.
Бойова скорострільність завжди менш за технічну. Так, в автоматів, автоматичних гвинтівок та пістолетів-кулеметів технічна скорострільність 400–1000 постр/хв. (бойова 35—100 і більш), в ручних і станкових кулеметів 500–1000 і більш (150–300), в зенітних кулеметів 550–1000 (70—150 і більш), в автоматичних зенітних і авіаційних гармат 200–1000 (120–250), в мінометів 3—30 (1—20), протитанкових гармат 15—20 (7—10), гармат наземної артилерії 6—10 (4—6) тощо. (див.табл.)
Підвищення бойової скорострільності є основним засобом забезпечення високої щільності вогню.
Режим вогню — дійсна швидкість ведення вогню в бою — визначається кількістю пострілів, котрі можна виробити з даної зброї протягом певного проміжку часу без збитку для матеріальної частини зброї, влучності стрільби і заходів безпеки. Режим вогню завжди менше бойовий скорострільності.
| Зброя                                 | Скорострільність (постр/хв.) | Скорострільність (постр/хв.) |
| Зброя                                 | Технічна                     | Бойова                       |
| ------------------------------------- | ---------------------------- | ---------------------------- |
| Пістолет-кулемет, Автомат             | 400-1000                     | 40-120                       |
| Автоматична гвинтівка                 | 400-900                      | 40-65                        |
| Ручний кулемет                        | 500-1000                     | 60-150                       |
| Станковий кулемет                     | 600-1500                     | 150-300                      |
| Багатоствольний кулемет               | 3000-10000                   | 600-2000                     |
| Зенітний кулемет                      | 500-1000                     | 80-300                       |
| Автоматична зенітна гармата           | 200-1000                     | 200-1000                     |
| Гаубиця, гармата, безвідкатна гармата | -                            | 2-6                          |
| Міномет                               | -                            | 5-25                         |